# Fokker E.I
Fokker E.I – niemiecki samolot myśliwski z okresu I wojny światowej.

## Opis ogólny
Fokker E.I (znany także jako Fokker M.5K/MG) to pierwszy z serii jednopłatowych myśliwców niemieckich firmy Fokker (Eindecker, czyli „jednopłatowiec”) użytych podczas I wojny światowej, który posiadał karabin maszynowy zsynchronizowany z obrotami śmigła.  Ponieważ technologia ta była w momencie wejścia E.I do służby niedostępna dla lotnictwa państw Ententy, a jej użycie znacznie podnosiło łatwość i celność prowadzenia ognia z broni pokładowej, Fokker E.I i jego rozwinięcia (E.II, E.III, E.IV) stały się jednymi z najbardziej znanych myśliwców I wojny światowej. Latali na nim m.in. Max Immelmann i Oswald Boelcke, należący do grupy najlepszych i najbardziej znanych niemieckich asów.

## Projekt i rozwój
Fokker E.I powstał jako projekt samolotu myśliwskiego na bazie nieuzbrojonego niemieckiego samolotu zwiadowczego Fokker M.5 (znanego także jako Fokker A.III), który z kolei był wzorowany na francuskim Morane-Saulnier typu H z 1913 roku. Jego konstrukcja została zainicjowana przez pomyślne testy strzelania z użyciem prototypu synchronizatora, które przeprowadził zespół kierowany przez holenderskiego konstruktora, Antona Fokkera. Testy przeprowadzono z użyciem nowego karabinu Parabellum lMG 14 zamontowanego na samolocie Fokker M.5. Wypadły one tak obiecująco, że po pierwszych próbach, które odbyły się w dniach 19 i 20 maja 1915, maszyna została w ciągu dwóch tygodni wysłana na front. Po udanych testach Anton Fokker postanowił zaprojektować samolot myśliwski na bazie Fokkera M.5, który z założenia korzystałby ze świeżo opracowanej technologii. 
Prawdziwą przewagę nad samolotami używanymi przez Ententę w tym okresie (rok 1915) dawał pilotowi Fokkera E.I synchronizator pozwalający na strzelanie z pojedynczego karabinu maszynowego MG 08 (na seryjnych maszynach) pomiędzy łopatami pracującego śmigła, bez obaw o jego uszkodzenie. Konstrukcja myśliwców tego okresu nie pozwalała jeszcze na umieszczenie karabinów maszynowych w skrzydłach, więc w zamian karabiny maszynowe musiały być umieszczane na górnej powierzchni płata dwupłatowców (co jednak było powodem dużych trudności z przeładowywaniem i celowaniem), lub w kabinie strzelca/pilota umieszczonej przed śmigłem (konstrukcje ze śmigłami pchającymi). Pierwsze pięć Fokkerów, w których zastosowano ten wynalazek, zostało oznaczonych jako Fokkery M.5K/MG. W kolejnych maszynach, oznaczonych już jako E.I, skrócono płaty i obniżono ich położenie w celu zwiększenia prędkości maksymalnej i polepszenia widoczności z kabiny pilota. Ta druga zmiana była następnie przeniesiona do kolejnych wersji jednopłatowych myśliwców Fokkera (E.II, E.III i E.IV).
Mimo rozpoczęcia produkcji następców E.I – Fokkera E.II, a wkrótce potem i Fokkera E.III, maszyny te były produkowane równolegle z nim aż do roku 1916. Wynikało to z ograniczonej dostępności stukonnych silników używanych w tych nowszych konstrukcjach. Przed końcem 1916 roku wyprodukowano łącznie 54 Fokkery E.I, z których 2 przekazano siłom powietrznym Austro-Węgier, a 5 niemieckiej flocie (Kaiserliche Marine).

## Opis konstrukcji
Podobnie jak jego francuski pierwowzór, E.I to średniopłat z kadłubem o przekroju prostokątnym, zwężającym się ku tyłowi, z usterzeniem pozbawionym nieruchomych części – sterowanie odbywało się poprzez wychylenie całej powierzchni statecznika poziomego lub pionowego. Skrzydła pozbawione były lotek, dzięki ich elastycznej strukturze sterowanie odbywało się poprzez kontrolowaną zmianę (skręcenie) profilu skrzydła za pomocą linek przechodzących przez przednią część kokpitu. O ile francuski pierwowzór miał konstrukcję drewnianą, to Fokker E.I był konstrukcją mieszaną. Szkielet kadłuba, który tworzyła kratownica spawana z rur stalowych usztywniana drutem, pokryty był głównie płótnem. Jedynie przednia część kadłuba przed kabiną pilota i większa część silnika pokryta była blachą duralową. Skrzydła były prostokątne, dwudźwigarowe, o szkielecie drewnianym krytym płótnem, usztywnione za pomocą linek mocowanych do charakterystycznych kozłów umieszczonych nad i pod kadłubem. Podwozie przednie stałe, z tyłu zastosowano płozę ogonową. Samolot był dość prymitywną konstrukcją, nie posiadał nawet przepustnicy pozwalającej na regulowanie obrotów silnika, a brak lotek znacznie ograniczał jego manewrowość. Ponieważ samolot nie posiadał mechanicznej pompy paliwa, pilot co około 10 minut musiał podpompowywać paliwo ręcznie.

## Działania bojowe
Fokkery E.I były używane głównie do ochrony własnych lotnisk i strącania maszyn zwiadowczych nieprzyjaciela. Wynikało to m.in. z wydanego przez niemieckie dowództwo zakazu zapuszczania się tymi samolotami nad terytorium wroga – chodziło o to, aby synchronizator nie wpadł w ręce państw Ententy. Dopiero kolejny następca tego samolotu, Fokker E.III, był używany do formowania pierwszych niemieckich eskadr myśliwskich. 
Pierwsze potwierdzone zwycięstwo na Fokkerze E.I odniósł Max Immelmann, zmuszając 1 sierpnia 1915 roku do lądowania brytyjski samolot B.E.2C. Jednak już wcześniej, 1 lipca 1915, porucznik Wintgens na Fokkerze M.5K/MG zmusił do lądowania francuski Morane-Saulnier L, który jednak wylądował na terytorium francuskim i zwycięstwo to nie zostało oficjalnie zaliczone.
Fokkery E.I były używane przez armię Niemiec (Luftstreitkräfte) i Austro-Węgier, a także flotę niemiecką do patrolowania wybrzeża. 
Mimo niedostatków E.I i kolejnych jednopłatowców Fokkera, w początkowym okresie wojny piloci niemieccy latający na tych maszynach odnosili duże sukcesy, zestrzeliwując prawie każdą maszynę wroga, jaka znalazła się w ich zasięgu. Doprowadziło to do uzyskania przez Niemców zdecydowanej przewagi powietrznej na zachodnim froncie w okresie pomiędzy sierpniem 1915 i marcem 1916. Okres ten został nazwany w prasie brytyjskiej "biczem Fokkera". Koniec zdecydowanego panowania Niemców w powietrzu przyniosło dopiero szersze wprowadzenie do walki przez Brytyjczyków samolotów F.E.2b i Airco DH.2, a przez Francuzów niewielkiego Nieuport 11. Myśliwce te ciągle nie miały synchronizatora (angielskie konstrukcje wyposażone były w śmigło pchające, a zatem nie wymagały synchronizacji przy strzelaniu do przodu), ale ich właściwości manewrowe pozwoliły na skuteczną walkę z ówczesnymi Fokkerami.